# Euploea cordelia
Euploea cordelia is een vlinder uit de familie Nymphalidae, onderfamilie Danainae.
De wetenschappelijke naam van de soort is voor het eerst geldig gepubliceerd in 1912 door Ludwig Martin.
De soort komt alleen voor in Indonesië.